# Неллі Касман
Неллі Касман (1896—1984) — актриса та співачка єврейського театру у США.

## Біографія
Народилася в Проскурові, Російська імперія (нині — Хмельницький, Україна) і переїхала в Сполучені Штати Америки на початку 1900-х років; її батько був хаззан. Касман, будучи ще дитиною виявила такий акторський талант, що актриса Роуз Рубін взяла її в професійний єврейський театр, де вона почала грати дитячі ролі з 1910 року.
Роль у виставі Залмона Лібіна «Розбиті серця», привернула увагу Регіни Прагерз, чоловік якої був театральним менеджером та найняв її для своєї компанії у Нью-Йорку. Вона грала кілька років у амплуа субретки у домашніх водевілях і досягла такого успіху, що була найнята, на заміну Бессі Томашевські у Народному театрі Едельштейна, де вона зіграла разом з Давидом Кесслером у виставі «Міш-Маш». Згодом Неллі покинула «драматичний театр» та повернулася до водевілю Виступала англійською та на їдиші. Неллі Касман записала пісні на ідиш разом з лейблами «Victor» і «Columbia».
Неллі вийшла заміж за драматурга Семюеля Штейнберга і співпрацювала з ним в написанні пісень та шоу. У 1923 році побачив світ їхній спільний хіт, «Yosl, Yosl», і набув популярності у 1938 році в Англії завдяки гурту «Сестри Ендрюс».
У 1929 році Неллі Касман гастролювала у Варшаві, пізніше — у СРСР та Аргентині. Грала у театрі Одеон в Нью-Йорку, а потім повернулася до Аргентини, де виконувала пісні іспанською мовою і з'явилася у «Комедіантці» Стейнберга.
У 1932 році Неллі виступала в Лондоні, Парижі, Берліні та Ризі, а також знову у Варшаві. Найпопулярнішим її персонажем був «маленький Кантор» у виставі Арона Нагере «Dos Khazndl».
У 1937 році Неллі зіграла Ді zingerin у «Роксбері», а потім гастролювала провінціями Аргентини з виставою «Судно з жебраками», виступала на радіо, а згодом і на телебаченні. Знімалась у деяких кінороботах студії Paramount.
У 1971-72 роках вона зіграла роль Сари Ґітель у фільмі «Той, хто смішить» з Джейкобом Джейкобсом і Лео Фуксом у театрі «Еден» у Нью-Йорку.
У 1973 році Неллі з'явилася у фільмі «Пригоди рабина Якова». Грала у ТВ-шоу «Гольдберги» протягом восьми років.
У 1982 році Неллі Касман разом зі своїм чоловіком створила музичну комедію «Танцівниця». 
Померла в місті Нью-Йорк 27 травня 1984.